# Il fuoco della resistenza - La vera storia di Chico Mendes
Il fuoco della resistenza - La vera storia di Chico Mendes (The Burning Season: The Chico Mendes Story) è un film per la televisione del 1994 diretto da John Frankenheimer e con protagonista Raúl Juliá. Il film si basa sul romanzo di Andrew Revkin La stagione del fuoco - L'assassinio di Chico Mendes e la lotta per salvare l'Amazzonia ed è incentrato sulla vita dell'attivista brasiliano Francisco "Chico" Mendes.
Il film è stato proiettato in anteprima assoluta sul canale via cavo statunitense HBO il 17 settembre 1994. In Italia il film è stato invece distribuito dalla Warner Home Video in formato VHS.

## Trama
Chico Mendes, raccoglitore di alberi della gomma brasiliano, attivista sindacale e ambientale, fu assassinato nel 1988 da allevatori contrari al suo attivismo. Il film si apre nel 1951 col giovane Chico Mendes che testimonia l'interazione di suo padre con gli allevatori corrotti che sfruttano i contadini. La maggior parte del film si svolge tra il 1983 e il 1988, mostrando l'attivismo di Mendes per preservare la foresta amazzonica, fino al suo omicidio durante una sparatoria ad opera di un allevatore scontento.

## Riconoscimenti
- 1995 - Golden Globe
  - Miglior mini-serie o film per la televisione
  - Miglior attore in una mini-serie o film per la televisione a Raúl Juliá (postumo)
  - Miglior attore non protagonista in una serie a Edward James Olmos
  - Miglior attrice non protagonista in una serie a Sônia Braga
- 1995 - Premio Emmy
  - Miglior attore in una miniserie o film per la televisione a Raúl Juliá (postumo)
  - Miglior regista per una miniserie, film o speciale a John Frankenheimer
  - Nomination Miglior miniserie o film per la televisione
  - Nomination Migliore sceneggiatura per una miniserie o film per la televisione a William Mastrosimone, Michael Tolkin e Ron Hutchinson
  - Nomination Miglior attore non protagonista in una miniserie o film per la televisione a Edward James Olmos
  - Nomination Miglior attrice non protagonista in una miniserie o film per la televisione a Sonia Braga
- 1995 - Environmental Media Awards
  - EMA Award per il miglior film per la televisione o miniserie televisiva
- 1995 - Screen Actors Guild Awards
  - Screen Actors Guild Awards per il migliore attore protagonista – Film tv o miniserie a Raúl Juliá (postumo)
- 1995 - Humanitas Prize
  - Humanitas Prize PBS/Cable Category a William Mastrosimone e Michael Tolkin
- 1995 - Casting Society of America
  - Nomination Artios Award per il miglior casting in un film per la televisione a Junie Lowry-Johnson
- 1995 - American Cinema Editors
  - Nomination Eddie Award for Best Edited Motion Picture for Non-Commercial Television a Françoise Bonnot  e Paul Rubell